# 膣内射精
膣内射精（ちつないしゃせい、英: internal ejaculation）は、男女の性交において、男性が勃起した陰茎を女性の膣に挿入する膣性交を行い、女性器の中に射精することである。
日本語の性俗語では、膣の"中"に精液を"出す"ことから「中出し（なかだし）」という（※初出は1990年代か。cf. 中出し（写真等）、中出し（AV））。英語の性俗語（性のスラング）としては1999年頃から使用が確認されている"creampie"がある（名詞2、動詞）。

## 概要
主に将来の結婚を取り決めたカップル、あるいは結婚している夫婦など、妊娠を容認する男女が行う性行為である。膣内射精によって妊娠することを自然妊娠という。避妊法をまったく適用しない場合の膣内射精のパールインデックスは85である。
妊娠を容認できない場合においても、避妊具を着用することによる性感覚の低下を忌避する場合や、避妊具を購入する経済力がない若年者同士などにおいて、オギノ式における妊娠可能性の低い期間（いわゆる安全日）に行われることも多いが、避妊を目的としてオギノ式を適用することは不完全であり、意図しない妊娠の可能性を残す。
女性が閉経後である場合、あるいは男女のどちらかもしくは両方が不妊手術済みであるか、疾病や先天的異常によって妊孕性（にんようせい）がない場合など、妊娠の可能性がない、または極端に低い場合にも行われることがある。
子供を養育できる経済環境、子育てが可能な体力・気力がない場合には、妊娠した際に人工妊娠中絶をすることになるが、中絶に伴う女性の精神的・身体的負担は相当なものであるので、計画性のない妊娠を避け、確実な避妊をする愛を持つことが大切である。
女性側でできる避妊法としては、経口避妊薬（ピル）や、子宮内避妊器具(IUD)・子宮内避妊システム(IUS)がある。
膣内射精する場合は、性器の直接接触による性感染症にかかる危険性がある。不特定多数の相手と性行為をした場合に感染すると思われることが多いが、特定の相手としていても罹患する性感染症もある。

## 意図しない膣内射精
男性が膣外射精（外出し）を意図してピストン運動を続けるが、ペニスを膣から抜くのが遅れて膣内に射精してしまう場合や、快感から子宮口に亀頭を押しつけるようにしてむしろ膣奥に射精してしまう場合がある。また、小学生のカップルなど、精通を迎える前の男性が継続的にセックスをする関係にあった場合、絶頂に至っても射精をするとは思っていないため、避妊をせずに膣にペニスを挿入したまま絶頂を迎えることがほとんどであるが、性交によって精通を迎える可能性があり、射出された精液（初精）によって意図しない膣内射精となる場合がある。キンゼイ報告によると男子の精通の契機の12.53%は女性との性交によるものであり、日本性教育協会が6年に一度行っている「若者の性」調査報告においても、精通を迎える者が増え始める12歳男子の性交経験者数は例年1%程度存在する。
これら意図せず膣内に射精してしまった場合は、シャワーやビデなどで膣洗浄を行った上、アフターピルの処方を受けることで緊急避妊を行うことが可能である。

## 強制性交
男が女に対して性行為の強要すなわち強姦を行うとき、基本的に利己的行動であるがゆえに、女に配慮した避妊など考えることもなく膣内射精に及んでしまうのが、犯罪行為として普通である。しかし、強姦する者の動機について、たとえばアメリカでは「自己の性欲を満たすためというのもないわけではないが、（性暴力は）むしろ支配欲によって行われるものが多い」と考えられている。
強姦されたうえに妊娠までさせられたとなると、大抵の被害女性は生涯にわたって深刻な精神的障害を被ることになる。また、時代や地域社会によっては、さらに厳しい立場へ追い込まれたり、“不名誉をもたらした者”とみなされて取り返しのつかない二次被害（セカンドレイプ）を受けることさえある。そもそも、妊娠までいかなくても強姦された時点で、被害者を被害者とみなさず、“強姦されるような淫猥さを世間に振り撒いて善良な男に悪心を起こさせた罪人”として、かえって処罰対象にしてしまう社会まであり、それらはイスラム教圏やヒンドゥー教圏の原理主義的社会にみられる。

### 犯人の追及
1985年にイギリス人遺伝学者アレック・ジェフリーズが「DNA指紋法（DNAフィンガープリント法）」を発表すると、警察の科学捜査 に導入され、DNA型鑑定法（DNA多型解析技術を用いた個人識別法） の嚆矢となった。これ以降、DNA型鑑定法は徐々に発達していく。日本では警察庁が1992年（平成4年）にDNA鑑定法に関するガイドラインを作成して全国の都道府県警察本部に通達したことで本格的活用が始まり、顔など主要な情報が一切得られていない状況でも犯人の特定と検挙にたどりつける例が増えていった。2000年前後になると分子生物学が飛躍的発展をみせる。犯人捜査におけるDNA型鑑定の精度が高まり、PCR法の発達もあって、わずかな毛髪や体液（唾液、精液、血液）からでもDNA塩基配列を極めて正確かつ迅速でしかも安価に解析できるようになった。

## 欧米およびキリスト教文化圏における「中出し」
元来膣内射精を生殖行為とみるキリスト教的な考えが支配的だった欧米、とくにカトリック系では婚外性交渉における膣内射精は長らく表向きはタブーとされていた（もちろん実際の性行為では行われてはいた）。しかし昨今では出演者の民族・宗教の多様化などの進展とピルの普及により、欧米のポルノでも膣内射精の作品が多く見られるようになっている。なお欧米の多くの国では性器にモザイク処理を施す義務が法律で定められておらず、交接部が隠されることのない状態で性行為が撮影される。男優が実際に射精する様子を鑑賞者が視認することができるので、疑似精液を膣に注入するなどの小細工は利かない。英語圏のスラングでは膣内射精と肛内射精を併せて"internal cumshot"や"creampie"などと呼び、後者は膣や肛門から精液が溢れ出す様子を指すのに用いられることもあり、これは精液をクリーム、女性器をパイに見立てたものである。

## 創作物における「中出し」
現実の人間が直接リスクを負う気遣いのない成人向け漫画（あるいはアダルトゲームやアダルトアニメ）において、中出しは主要なシチュエーションである。それらによくある誇張表現として、いかにも液体を注入しているような擬音とともに射精し、現実にはありえない多量の精液が溢れ出す場面が描かれることがある。
1980年代以前の作品にも中出しの描写自体は存在していたが、ヒロインの妊娠という事態があまり好意的に受け止められていなかった時代背景もあり、強姦ものなどを除いてはあまりメジャーな表現手法であるとはいえなかった。中出しが表現技法として流行し始めるのは1990年代以降で、一水社の解説ではブームの火付け役となった漫画家は当時ロリコン陵辱漫画を得意としていたゴブリン森口であるとしている。
2000年代頃から、膣内射精に向けてピストン運動中の膣内とペニスの様子やその後における膣内射精の様子を断面視点から描く「断面描写」、屈曲位を男性の尻側から描く「種付けプレス」、その逆に（ちんぐり返しに近い）騎乗位を女性の尻側から描く「種絞りプレス（逆種付けプレス）」などが用いられるようになってきている。
特に、ヒロインの妊娠や出産といった生殖の過程そのものを描写することが主要なテーマである妊婦フェティシズムや母乳フェティシズムの要素が強い作品では、（しばしば断面図もカットインの形で同時に描かれる）膣内射精と同時か、ほとんど間を置かずに精子が卵子に到達して受精する様子が描かれたり、極端な場合にはこの際に膣内射精を受けたヒロインが受精卵が生成されたことを（魔法や超能力といった、通常の人間が持たない何らかの能力を用いて）直接実感して性交相手にその感想を述べたり、妊娠しない場合でもきわめて多量の射精で妊婦のように腹腔が膨れ上がったり、（通常の膣内射精による快感を凌駕するプレイとして）ポルチオ責めの過程でペニスの亀頭が子宮頸部を突破して外子宮口や子宮底までも女性器の一部と見立てて突き回した挙句、「子宮内射精」を行う（この場合、精液が輸卵管や卵巣内にまで到達することもある）といった、現実の女性ではあり得ないような描写が行われることも少なくない。